# 圣让-圣尼古拉
圣让-圣尼古拉（法語：Saint-Jean-Saint-Nicolas，法語發音：[sɛ̃ ʒɑ̃ sɛ̃ nikɔla]）是法国上阿尔卑斯省的一个市镇，位于该省中部偏西，属于加普区。该市镇由圣让（Saint-Jean）和圣尼古拉（Saint-Nicolas）等村庄组成。

## 地理
圣让-圣尼古拉（44°40'3"N, 6°13'43"E）面积37.17 平方千米，位于法国普罗旺斯-阿尔卑斯-蓝色海岸大区上阿尔卑斯省，该省份为法国东南部内陆省份，北起萨瓦省，西北接伊泽尔省，西南接德龙省，南至上普罗旺斯阿尔卑斯省，东北部与意大利接壤。
与圣让-圣尼古拉接壤的市镇（或旧市镇、城区）包括：昂塞勒、沙博特、尚波莱翁、奥西耶尔、圣莱热莱梅莱兹、圣米歇尔德沙约勒。

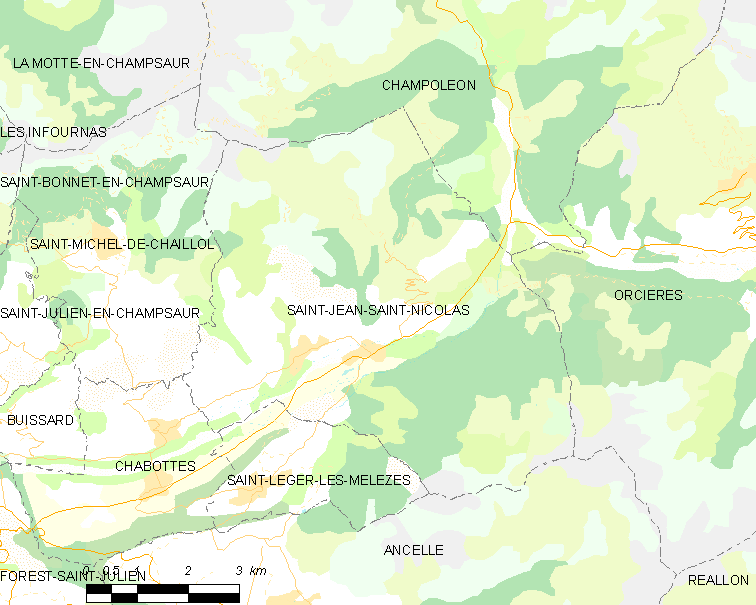
圣让-圣尼古拉的OSM定位图

圣让-圣尼古拉的时区为UTC+01:00、UTC+02:00（夏令时）。

## 行政
圣让-圣尼古拉的邮政编码为05260，INSEE市镇编码为05145。

## 政治
圣让-圣尼古拉所属的省级选区为圣博内昂尚索尔县。

## 人口

1962-2008年间圣让-圣尼古拉人口变化图示

圣让-圣尼古拉于2022年1月1日时的人口数量为1090人。